# Păltiniș (okręg Suczawa)
Păltiniș – wieś w Rumunii, w okręgu Suczawa, w gminie Panaci. W 2011 roku liczyła 109 mieszkańców. 